# R. J. Corman Railroad Western Ohio Line
Die R. J. Corman Railroad/Western Ohio Line (AAR-reporting mark: RJCW) ist eine Class-3-Bahngesellschaft (local railroad), die seit August 1993 Güterverkehr im Westen des US-Bundesstaats Ohio erbringt und eigene Eisenbahninfrastruktur besitzt. Das Unternehmen ist Teil der R. J. Corman Railroad-Firmengruppe und tritt abweichend vom registrierten Firmennamen meist in der Pluralform als Western Ohio Lines auf.

## Geschichte
Ab den 1980er-Jahren hatte die Bahnstrecke der Norfolk and Western Railway (N&W) zwischen Fostoria (ca. 60 km südlich von Toledo), Lima, St. Marys und Muncie nur mehr geringe Bedeutung für den überregionalen Güterverkehr. Die Verbindung – samt einer in St. Marys abzweigenden Nebenbahn nach Minster – war im 19. Jahrhundert durch Vorgängergesellschaften der Lake Erie and Western Railroad (LE&W) erbaut, 1879 durch die LE&W, 1922 von der New York, Chicago and St. Louis Railroad (NYC&St.L; Nickel Plate Road) und 1964 von der N&W übernommen worden. Die vormals darüber geführten Transporte zwischen den Industriezentren am Eriesee und den Eisenbahnknotenpunkten Peoria und East St. Louis waren schrittweise auf parallele Verbindungen verlagert worden. 1990 verkaufte die N&W die Infrastruktur der 17 km langen Nebenbahn nach Minster an die durch die Anliegergemeinden Minster und New Bremen gegründete Western Ohio Rail Authority (WORA), behielt aber Trackage Rights auf den ersten ca. 1,5 km.
Die zum 1. Januar 1991 durch Fusion der N&W und der Southern entstandene Norfolk Southern Railway (NS) und die R. J. Corman-Gruppe vereinbarten daraufhin in den frühen 1990er-Jahren die Übernahme des Güterverkehrs zwischen Lima und der Bundesstaatsgrenze Ohio/Indiana bei Fort Recovery durch R. J. Corman. Der zum 25. Juni 1993 mit Sitz in Minster gegründeten Bahngesellschaft R. J. Corman Railroad/Western Ohio Line (RJCW) wurde dazu auch die bis dato nominell weiterhin durch die N&W gehaltene Infrastruktur in unterschiedlichen Formen übertragen: Zwischen Milepost 90,5 und Milepost 95 im Stadtgebiet von Lima erhielt sie Trackage Rights auf den Gleisen der NS. Von dort bis Milepost 120 westlich von St. Marys erwarb die RJCW die Infrastruktur, während für den folgenden Abschnitt bis Milepost 136,3 bei Fort Recovery ein Mietvertrag mit 20-jähriger Laufzeit geschlossen wurde. Auf der Nebenbahn nach Minster übernahm die RJCW die bestehenden Streckennutzungsrechte auf den ersten 1,5 km und erhielt diese Rechte auch auf dem Rest der Strecke. Die RJCW nahm den Betrieb am 23. August 1993 mit vier Mitarbeitern und drei Diesellokomotiven auf.
Am 26, März 1996 vereinbarte die RJCW mit der Spencerville & Elgin Railroad (SPEG) die Wiederaufnahme des Güterverkehrs auf einer von Lima Richtung Westen verlaufenden Bahnstrecke nach Elgin und Glenmore bei Ohio City. RJCW ist dabei Subunternehmer der SPEG, die wiederum Vertragspartner der Port Authorities der Van Wert- und Allen Counties ist, die Streckeneigentümer sind. Zum 31. Juli 1996 übernahm die RJCW ferner auch Infrastruktur und Güterverkehr des rund 12 km langen Greenville Running Tracks von der Consolidated Rail Corporation (Conrail), der Greenville mit der nördlich der Stadt in Ost-West-Richtung verlaufenden Conrail-Hauptstrecke verbindet. Der Abschnitt zwischen Ansonia an der Conrail-Strecke und Greenville war Teil der Hauptstrecke der früheren Cincinnati Northern Railroad. Ein anschließendes, etwa 4 km langes Streckenstück im Stadtgebiet von Greenville war als Teil einer Verbindung zwischen Bradford und Indianapolis durch eine Tochtergesellschaft der Pennsylvania Railroad errichtet worden. Abgesehen vom Greenville Running Track waren allerdings alle Streckenabschnitte um Greenville bis Anfang der 1980er-Jahre schrittweise stillgelegt worden.
Seit Ende der 1990er-Jahre nahm das Verkehrsaufkommen auf einzelnen Streckenabschnitten ab. Von Coldwater bis Fort Recovery sowie auf der Nebenbahn nach Minster werden seither allenfalls sporadisch Güter befördert und in Coldwater entfiel mit Schließung des AGCO-Landmaschinenwerks 1999 ein wichtiger Kunde. Auf der SPEG-Strecke fiel westlich von Elgin kaum mehr Fracht an; der letzte regelmäßige Kunde, der Betreiber eines Getreidesilos in Glenmore, hatte seine Bahnverladung an sein Silo in Elgin verlagert. Im Sommer 2010 ließen die Streckeneigentümer die Gleise zwischen Elgin, Ohio City und Glenmore sowie auf dem folgenden, nie durch RJCW genutzten Abschnitt zur Staatsgrenze bei Wren abbauen. Die Aktivitäten der RJCW konzentrieren sich damit vor allem die Strecke nach Greenville und den Abschnitt Lima–Coldwater. Der Mietvertrag zwischen Norfolk Southern und RJCW über dessen Teilstück zwischen St. Marys und Fort Recovery wurde mehrfach verlängert, zuletzt mit Vertrag vom 12. November 2018 für zunächst zehn Jahre ab 2. März 2019.

## Infrastruktur
Die von der RJCW betriebene Infrastruktur umfasst zwei nicht direkt miteinander verbundene Teilnetze:
Von Lima führt die als Mainline bezeichnete Verbindung über Buckland, St. Marys, Celina und Coldwater in südwestliche Richtung bis Fort Recovery. In St. Marys zweigt die direkt nach Süden verlaufende Minster Branch nach Minster ab. Von Lima westwärts führt die von der RJCW Elgin Branch genannte Strecke über Spencerville nach Elgin. In Lima besteht Übergang zur Norfolk Southern (NS) und zu CSX Transportation. Auch in Fort Recovery schließt eine Strecke der NS an, die allerdings außer Betrieb ist.
Die Greenville Branch führt von Ansonia südwärts nach Greenville. Sie ist in Ansonia mit dem Netz der CSX Transportation verbunden.

## Verkehr
Auf den von Lima ausgehenden Strecken bedient die RJCW vor allem Getreidesilos, landwirtschaftliche Lagerhäuser und Verpackungsmittelhersteller. Zwischen St. Marys und Celina betreibt R. J. Corman ein Lagerhaus, das sowohl von anderen Teilen der Firmengruppe als auch von Dritten genutzt wird. Der Streckenabschnitt westlich von Coldwater wird hauptsächlich zur Abstellung zeitweise nicht benötigter Güterwagen verwendet. Auf der Greenville Branch werden Getreide, Düngemittel, Plastik und Ethanol transportiert. Insgesamt hatte die RJCW 2020 nach eigenen Angaben 16 regelmäßige Frachtkunden.

## Fahrzeuge
Bei Betriebsaufnahme standen der RJCW eine EMD GP16- und zwei EMD GP9-Diesellokomotiven zur Verfügung. 2020 wurden weiterhin mehrere EMD GP16 und eine EMD GP20 eingesetzt, die gelegentlich zwischen R. J. Corman-Bahnen getauscht wurden.